# Tik preden se je začela vojna z Eskimi
Tik preden se je začela vojna z Eskimi (izvirno Just Before the War with the Eskimos) je kratka zgodba ameriškega pisatelja J. D.-ja Salingerja. Prvič je bila objavljena 5. junija 1948 v literarnem zborniku The New Yorker. Leta 1953 so jo vključili v Salingerjevo zbirko kratkih zgodb, poimenovano Devet zgodb. Gre za zgodbo o dveh sošolkah iz srednje šole, Ginnie Mannox in Seleni Graff, ki se spreta glede denarja. Vrh zgodbe sicer predstavlja srečanje med Ginnie in Seleninim bratom Franklinom.

## Vsebina
Ginnie in Selena sta že pet zaporednih sobot igrali skupaj tenis. Vsakokrat se za pot domov poslužita taksija, za katerega je vselej plačala le Ginnie, saj je Selena vsakokrat izstopila na pol poti. Šesto soboto se znova srečata pri partiji tenisa. Ginnie tokrat zbere pogum in od Selene zahteva svoj denar. To vznejevolji Seleno, ki jo Ginniejina zahteva užali. Selena tako skuša apelirati na Ginniejin občutek krivde, rekoč »Če te po naključju zanima, moja mama je zelo bolna. ... ima pljučnico in če misliš, da mi bo v veselje, ko jo bom nadlegovala samo zaradi tega drobiža ...« Ginnie je sporočilo razorožilo, a je vseeno ostala pri svoji zahtevi po denarju.
Selena in Ginnie prispeta v Selenino stanovanje, kjer Selena kmalu odide, tako da mora Ginnie dolgo časa čakati na kavču dnevne sobe. Tam Ginnie sreča Franklina, Seleninega starejšega brata. Slednji je prevzet od ureznine na svojem prstu in, brez da bi umaknil pogled s svojega prsta, pove, kako zelo ne mara Ginniejine sestre Joan. Iz pogovora sčasoma izvemo, da je bil nekoč zaljubljen v Joan, a da ni ona odgovorila na nobenega od njegovih pisem. Ravno zaradi tega Franklin ne mara Joan preveč. Izvemo tudi, da je izstopil iz šole in da ga niti v vojsko niso sprejeli zaradi težav s srcem. Tako je pristal v tovarni letal v Ohiu, kjer je delal več kot tri leta. Franklin nato na plano privleče piščančji sendvič in ji ga vztrajno ponuja, čeprav mu ona prav tako vztrajno zatrjuje, da ni lačna.
Franklin se ob pogledu na ulico, kjer vidi vojake, ki korakajo na nabor, ujezi in reče, da bodo zdaj zdaj napadli Eskime in da bodo zdaj zdaj šli vsi dečki okrog šestdesetih let. Ginnie naposled sprejme Franklinov piščančji sendvič in ugrizne vanj. V tem zazvoni zvonec, saj je prišel Franklinov prijatelj Eric. Eric vstopi in se začne pogovarjati z Ginnie. Eric nosi obleko, veliko pretirava in pritožuje glede dneva, ki ga je imel. Eric tudi pohvali Ginniejino jakno in omeni, da je  kar osemkrat v kinu videl film Lepotica in zver režiserja Jeana Cocteauja.
Ko se Selena vrne v sobo, ji Ginnie reče, da naj pusti denar. Seleno ta sprememba preseneti in razveseli. Ginnie tako odide v prijateljskem vzdušju. Jasno je, da si je Ginnie premislila zavoljo svoje simpatije do Franklina. Zgodba se zaključi s piščančjim sendvičem, ki ga je Franklin podtaknil Ginnie, da ga je ta vzela s sabo na pot. Ginnie premišlja, kaj bo storila z njim, in se naposled odloči, da ga ne bo vrgla v smetnjak, temveč da ga bo spravila v žep. V žep ga mogoče spravi tudi zato, ker sendvič obravnava kot darilo od Franklina. Zgodba se zaključi s to eksplozivno in navidez nepovezano povedjo: »Nekaj let prej je trajalo tri dni, da se je znebila velikonočnega pirha, ki ga je, položenega v žagovino, našla na dnu svoje košarice za smeti.«